# Giulio Capilupi

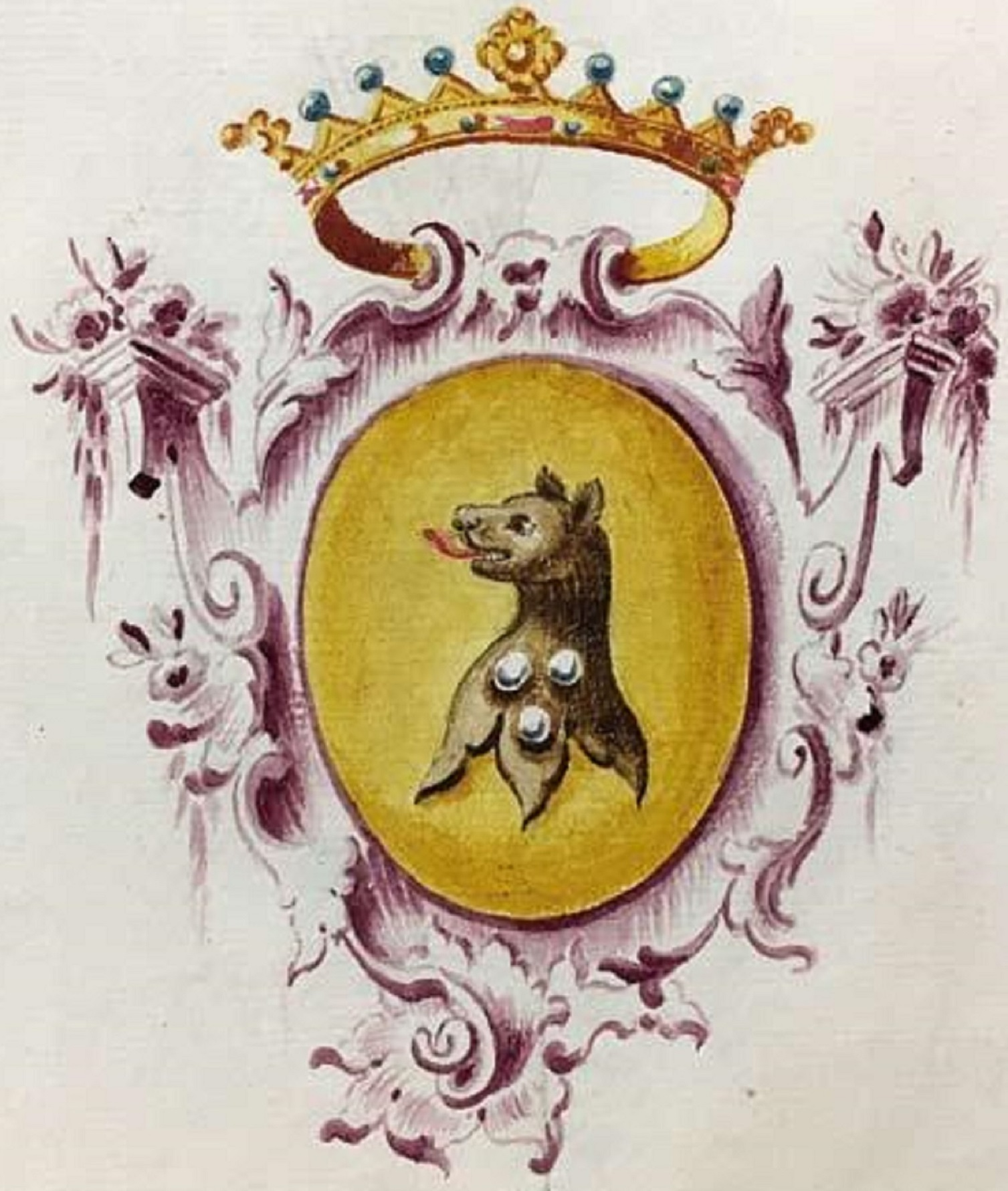
Stemma Capilupi

Giulio Capilupi (Roma, 1544 – Roma, fine XVI secolo) è stato un letterato e matematico italiano, personalità molto vivace del XVI secolo.

## Biografia
Nacque a Roma nel 1544, figlio illegittimo del vescovo di Fano, Ippolito Capilupi, e di una popolana romana; si posseggono poche notizie sulla sua vita. Fu segretario al servizio dei duchi di Mantova e gli studiosi gli riconoscono una frizzante e produttiva vena letteraria, tanto è vero che si distinguerà come scrittore di centoni virgiliani, un particolare genere letterario molto in voga nella Roma del Cinquecento.
Si occupò anche di matematica e fisica, in particolar modo dell'ideazione di un sistema che segnasse l'ora.
Incerta risulta la data della morte, probabilmente avvenuta prima che finisse il secolo.

## Opere
- (LA) Iulii Capilupi Cento ex Virgilio. Ad illustriss. ac reuerendiss. d. Scipionem Gonzagam cardinalem amplissimum, 1588
- (LA) Iulii Capilupi Cento ex Virgilio. Aegle vna ex nymphis S. Casciani. Ad serenissimum Ferdinandum Medicem, 1588
- (LA) Iulii Capilupi Cento ex Virgilio. P. Virgilius Maro. Ad serenissimum Vincentium Gonzagam Mantuae ducem, 1588
- Fabrica et uso di alcuni strumenti horarii universali, Roma, eredi Giovanni Gigliotti, 1590.
- (LA) Iulii Capilupi Cento ex Virgilio in diem coronationis Greg. 14. pont. opt. max. Iosephi Castalionis I.V.C. Epistola ad Paulum Camillum Sfrondatum cardinalem amplissimum. Eiusdem de Gregorio 14. P.M. carmina, 1591